# Altruizmus
Az altruizmus populáción belüli, egyedek közti interakció, mely során egy egyed akár saját kárára is segíti egy fajtársát. A viselkedésforma előfordulási gyakorisága nagyjából egyenes arányban áll a genetikai hasonlósággal, így leggyakrabban az egy családba tartozó egyedek közt nyilvánul meg. Rokonsági kapcsolat nélkül is előfordul, ami evolúciós szempontból a reciprokális altruizmussal magyarázható.
A rokonságbeli altruizmus az önfeláldozás legmagasabb szintjéig terjedhet. Jó példa erre a Stegodyphus pókok által gyakorolt matrifágia, mely során a kikelő utódok megeszik az anyát. Közvetlen rokonsági kapcsolat esetén a Wright-féle beltenyészeti koefficienssel való számolással (jótevő kapcsolati koefficiense a haszonélvezővel + haszonélvező nyeresége – jótevő vesztesége) pozitív értéket kapunk. Ez azt jelenti, hogy összességében az utódok fitneszének növekedése megéri az anya áldozatát. Amennyiben az egyenletre kapott eredmény nem pozitív, az interakció nem játszódik le.
A keresztény vallásfilozófia különbözőképpen viszonyul az altruizmushoz. Hobbes egyszerűen lehetetlennek tartja az altruizmus létezését. A kálvinizmus szerint az altruizmus mindaddig lehetetlen, míg az ember kereszténnyé nem válik, de akkor a Szentlélek hatására kialakul a hívő emberben. Más felekezetek elfogadják létezését, jóllehet nem tartják elegendőnek ahhoz, hogy valaki a mennybe jusson általa.

## Reciprok altruizmus
A reciprok altruizmus olyan evolúciópszichológiai jelenség, amelyben egy egyed úgy növeli egy másik fitneszét, hogy nem vár azonnali ellenszolgáltatást. Ettől függetlenül a reciprokális altruizmus nem feltétel nélküli. Alapjában véve két faktor határozza meg:
- A haszonélvező nyereségének érezhetően nagyobbnak kell lennie, mint a jótevő veszteségének.
- A haszonélvezőnek vissza kell adnia a szívességet fordított helyzetben.

Ha az első pont nem áll fenn, az interakció nem fog létrejönni; ha a második feltétel nem teljesül, a jótevő a jövőben megszakíthatja a haszonélvezővel az altruisztikus magatartást.
Ahhoz, hogy a jótevőt ne használják ki sorozatos non-reciprokátorok – szívességet vissza nem adók (csalók) –, léteznie kell egy mechanizmusnak, ami megbünteti az ilyen egyedeket. Az altruisztikus tevékenység megvonása abban az esetben, ha azt nem viszonozzák, ilyen hatást fejt ki. Hasonló a játékelmélet szemet-szemért stratégiájához.

## Az empátia szerepe
A segítő viselkedés negatívállapot-enyhítés modellje (Schaller és Cialdini, 1988) azt állítja, hogy a legtöbb segítő viselkedésforma azért lép fel, hogy az emberek fenntartsák  saját pozitív érzéseiket, vagy enyhítsék  negatív érzéseiket. Tehát a legtöbb segítő viselkedés önérdekhez tapad. Mivel gyűlöljük látni mások szenvedését, a segítségadással saját kényelmetlenségérzetünket csökkentjük. Ezzel ellentétben az empátia-altruizmus modell (Batson és munkatársai, 1981) szerint igenis létezik valódi altruizmus. Eszerint az áldozat szenvedése iránti aggodalom motiválja az embereket arra, hogy segítsenek, még akkor is, ha ezért nem várhatnak jutalmat.

## Robert Trivers elméletei
Robert Trivers amerikai evolúcióbiológus az 1970-es években több fontos elmélettel járult hozzá a biológia tudományához. Egy volt közülük a reciprokális altruizmus elmélete (1971) "The Evolution of Reciprocal Altruism" című dolgozatában.
További munkái ezen a téren:
- Szülői befektetés (1972)
- Szülő-utód konfliktus (1974)

## Szakirodalom
- Batson, D., & Ahmad, N. (2008). Altruism: Myth or Reality?. In-Mind Magazine, 6.
- Trivers R.L. (1971) The evolution of reciprocal altruism. Quarterly Review of Biology. 46: 35-57.
- Trivers R.L. (1972) Parental investment and sexual selection. In B. Campbell (Ed.)
- Trivers R.L. (1974) Parent-offspring conflict. American Zoologist. 14: 249-264.
- Dawkins, Richard (2005) Az önző gén. Második, bővített kiadás
- Axelrod, Robert (1990) The Evolution of Cooperation. Penguin Books, London
- Bereczkei Tamás (2009) Az erény természete (Önzetlenség, együttműködés, nagylelkűség). Budapest, Typotex Kiadó
- Eliot R. Smith & Diane M. Mackie: Szociálpszichológia, Osiris Kiadó, Budapest (2004.)
- Batson, C.D., Duncan, B.D., Ackerman, P., Buckley, T., & Birch, K. (1981). Is empathic emotion a source of altruistic motivation? Journal of Personality and Social Psychology, 40, 290-302.
- Schaller, M., & Cialdini, R. B. (1988). The economics of empathic helping: Support for a moood management motive. Journal of Experimental Social Psychology, 24, 163-181.